# نانسي دود
نانسي دود (بالإنجليزية: Nancy Dowd)‏ هي كاتِبة وكاتبة سيناريو وممثلة أمريكية، ولدت في 1945 في فرامينغهام في الولايات المتحدة. من الجوائز التي نالتها جائزة الأوسكار لأفضل سيناريو أصلي عن عمل العودة للديار.

## أعمال

### أفلام
- أناس عاديون[3]
- العودة للديار
- ليال بيضاء[4]

## جوائز
- جائزة الأوسكار لأفضل سيناريو أصلي، عن عمل: العودة للديار

## وصلات خارجية
- نانسي دود على موقع IMDb (الإنجليزية)
- نانسي دود على موقع ألو سيني (الفرنسية)
- نانسي دود على موقع أول موفي (الإنجليزية)
- نانسي دود على موقع قاعدة بيانات الأفلام السويدية (السويدية)
- نانسي دود على موقع قاعدة بيانات الفيلم (الإنجليزية)
- نانسي دود على موقع كينوبويسك (الروسية)